# 레비 잭슨
레비 잭슨(Maureen Reillette Rebbie Jackson, 1950년 5월 29일 ~ )은 미국의 가수이며, 마이클 잭슨의 누나이다.